# Мордовська Поляна
Мордо́вська Поля́на (рос. Мордовская Поляна, ерз. Мокшень Куженя) — село у складі Зубово-Полянського району Мордовії, Росія. Адміністративний центр Мордовсько-Полянського сільського поселення.

## Географія
Розташована на річці Лундан, за 15 км від районного центру та залізничної станції Зубова Поляна, до столиці Республіки Мордовія міста Саранськ — 156 км.
Село розташоване у лісостеповій зоні. Найбільш поширенні дерново-підзолисті ґрунти, також є темно-сірі та сірі ґрунти. У заплаві річки сформувалися заплавні дернові та алювіальні болотні ґрунти. Водна ерозія на території села розвинена слабо (3,3 %).
Клімат села помірно-континентальний, з досить м'якою зимою зі снігопадами й відлигами й тривалим літом. Середня температура влітку становить +18 °C °C, взимку −9 °C. Перехід від зими до літа супроводжується нетривалою весною, з різким коливанням температури. Середньорічна норма опадів 430—450 мм.
Весняні заморозки закінчуються зазвичай у другій декаді травня. Сніготанення починається приблизно у третій декаді березня і закінчується в першій декаді квітня. Вегетаційний період становить приблизно 175—179 днів.

## Етимологія
Назва села мокшанською мовою Мокшень Куженя: Мокшень — «мокшанська», визначення вказує на етнічну приналежність жителів, а Куженя — означає «поляна».

## Історія
До 17 століття терени, на яких розташоване село Мордовська Поляна, називалися Мещерською стороною. У «Списку населених пунктів Тамбовської губернії» (1866) Мордовська Поляна — село державне з 98 дворів (1055 осіб) Спаського повіту.
За списками обліку сільськогосподарського податку 1930 року у селі було 276 дворів (1807 осіб). Був створений колгосп ім. Ілліча, пізніше був перетворений в ТОВ, з 1996 року СГВК «Мордовсько-Полянський».

## Населення
Населення — 924 особи (2010; 1147 у 2002).
Національний склад станом на 2002 рік:
- мордва — 98 %

## Господарство
У селі діють:
- Середня загальноосвітня школа,
- 2 бібліотеки,
- Культурно-дозвільний центр,
- Відділення зв'язку,
- Фельдшерсько-акушерський пункт,
- Крамниці;

Діє ансамбль «Мокшаваня», Церква Миколи Чудотворця.

## Відомі люди
- Кріша Пінясов — мокшанський письменник, прозаїк, перекладач та драматург, один із лідерів мокшанського національного руху.
- Яку Пінясов — мокшанський поет, прозаїк, радіожурналіст.